# Svenska stadsförbundet

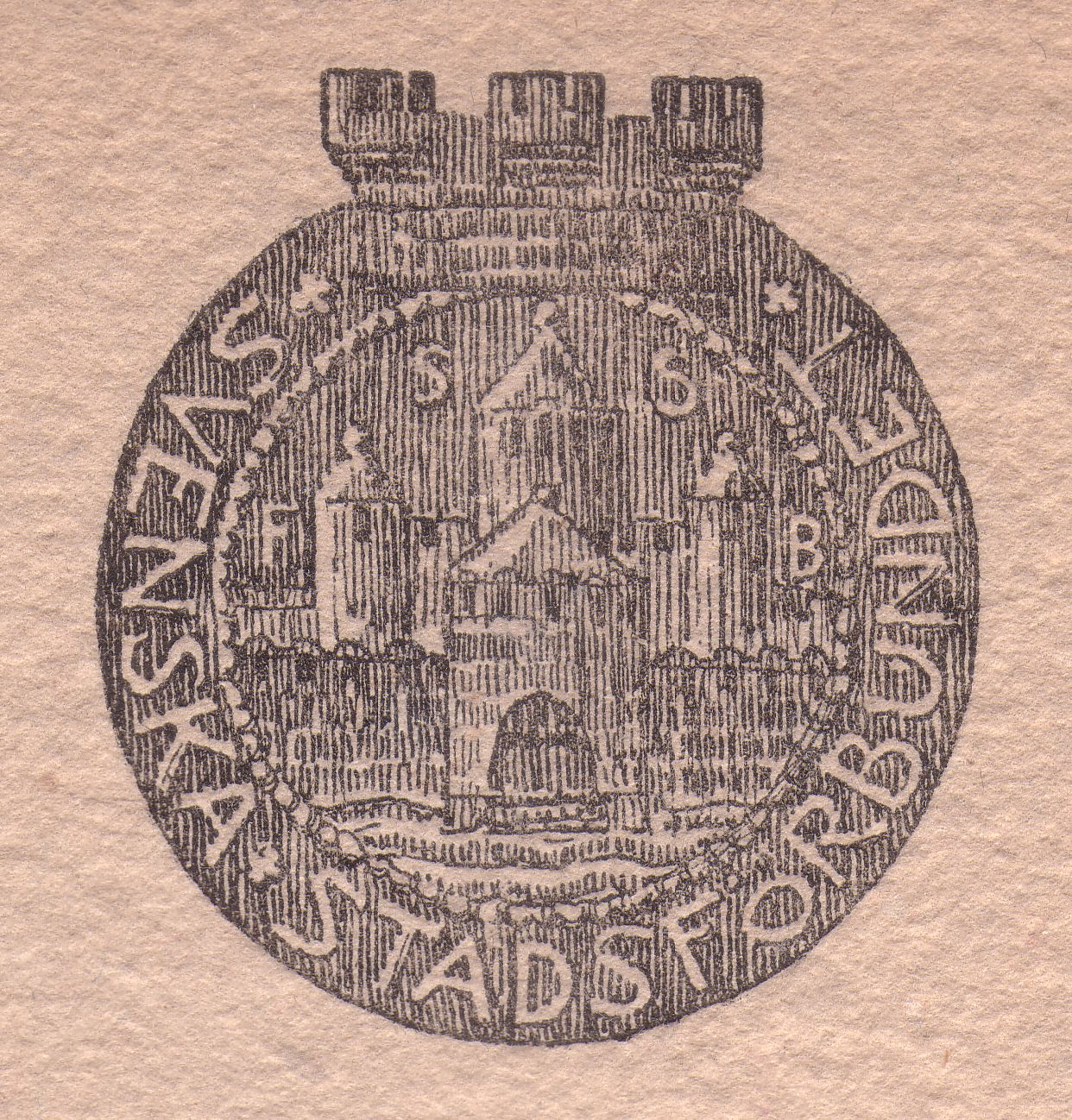
Stadsförbundets logotyp

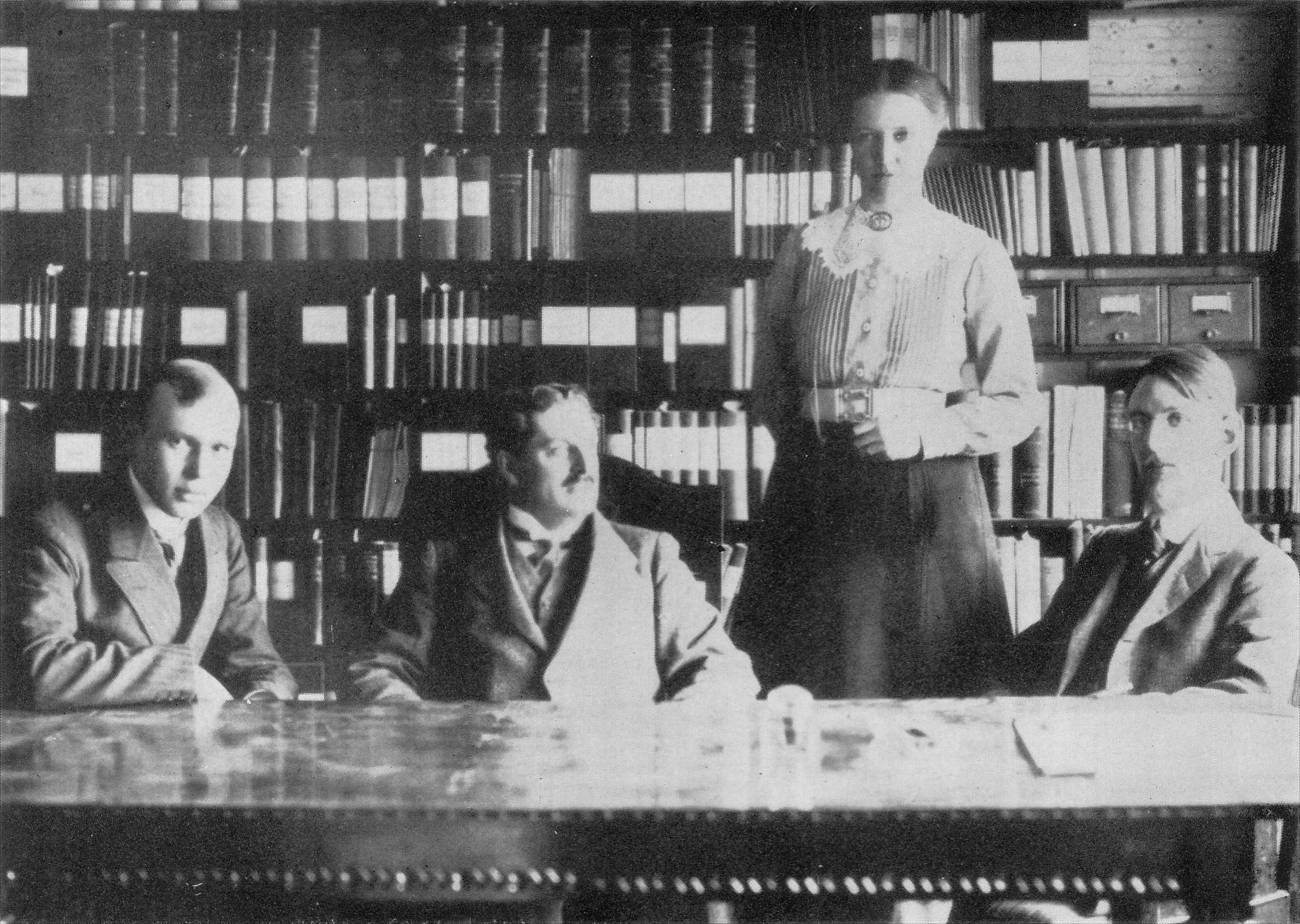
Kommunala centralbyrån, Stadsförbundets kansli 1910. Sittande Lindholm, Palmstierna och Larsson.

Svenska stadsförbundet, även Kommunala centralbyrån, var 1908–1968 en intresseorganisation för Sveriges städer, köpingar och municipalsamhällen, och en föregångare till Svenska Kommunförbundet.

## Historik

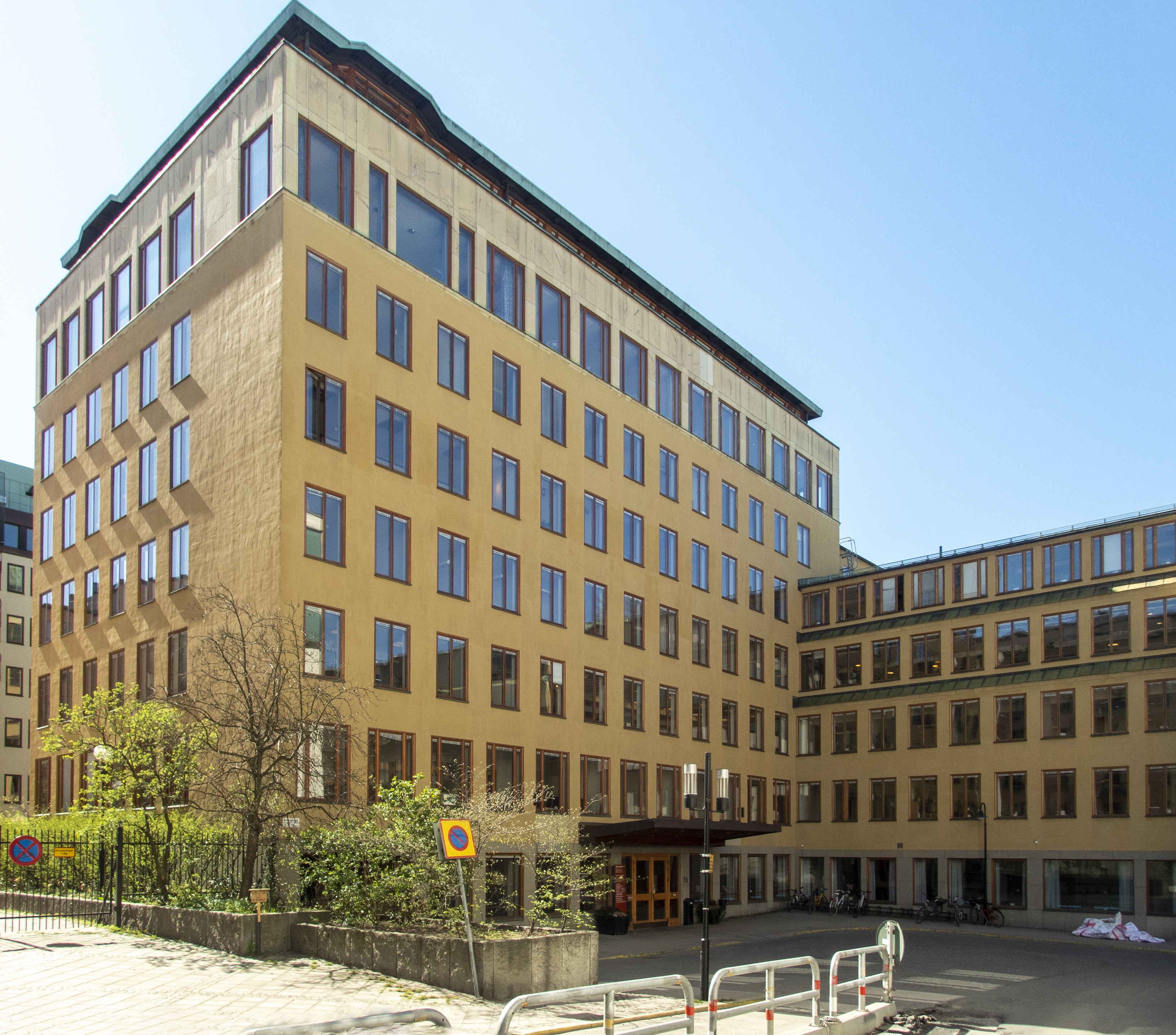
Svenska stadsförbundets hus på Hornsgatan i Stockholm

Stadsförbundet grundades 1908 på initiativ av Erik Palmstierna (förste sekreterare) och Sixten von Friesen (ordförande), med stöd av bland andra sedermera borgarrådet fil. dr Yngve Larsson (andre sekreterare, från 1915 förste sekreterare) samt Helge Lindholm. Stadsförbundets tidiga styrelse inkluderade även bland andra Axel Borgström och Edward Lindahl.
Stadsförbundet gav 1909–1919 ut Svenska stadsförbundets skriftserie, samt 1909–1967 Svenska stadsförbundets tidskrift. 1919 grundades Stadshistoriska institutet.
Stadsförbundets logotyp var inspirerad av Stockholms stads andra sigill från 1300-talet.
Förbundet uppförde 1958-1962 som sitt kansli byggnaden Saturnus 8 på Hornsgatan 15-17 på Södermalm i Stockholm.
Organisationen slogs 1968 samman med Svenska landskommunernas förbund (grundat 1919), och bildade Svenska kommunförbundet. Kommunförbundet gick sedermera samman med Landstingsförbundet och bildade Sveriges Kommuner och Landsting 2007.

## Skriftserie
Stadsförbundets skriftserie omfattar 15 band, varav de första var:
1. Svenska städers svävande skuld: Svenska stadsförbundets styrelses skrivelse till Kungl. Maj:t. Svenska stadsförbundets skriftserie, 99-1255940-1 ; 1. Stockholm. 1909. Libris 1520022
2. Larsson, Yngve (1909). Kommunalförvaltningens organisation och arbetssätt i Sveriges, Englands, Frankrikes, Preussens, Österrikes, Danmarks och Norges städer. Svenska stadsförbundets skriftserie : Andra bandet. Stockholm. Libris 8221139
3. Larsson, Yngve (1910). De svenska städernas kollektivavtal med hänsyn till den senaste utvecklingen av kommunalarbetarnes avtalsförhållanden: en redogörelse utarbetad inom Kommunala centralbyrån. Svenska stadsförbundets skriftserie : Tredje bandet. Stockholm. Libris 1617830
4. Palmstierna, Erik (1910). De svenska städernas låneväsen: en utredning. Svenska stadsförbundets skriftserie, 99-1255940-1 ; 4. Stockholm. Libris 1519450
5. Larsson, Yngve (1911). Önskemål rörande stadsförvaltningens organisation. Svenska stadsförbundets skriftserie : Femte bandet. Stockholm. Libris 1639584
6. Larsson, Yngve (1912). Inkorporeringsproblemet. Stadsområdets förändringar med särskild hänsyn till svensk förvaltningspraxis. Svenska stadsförbundets skriftserie : Sjätte bandet. Stockholm: Nordiska Bokhandeln. Libris 380038 (PDF 1, PDF 2) (doktorsavhandling)

## Referenser

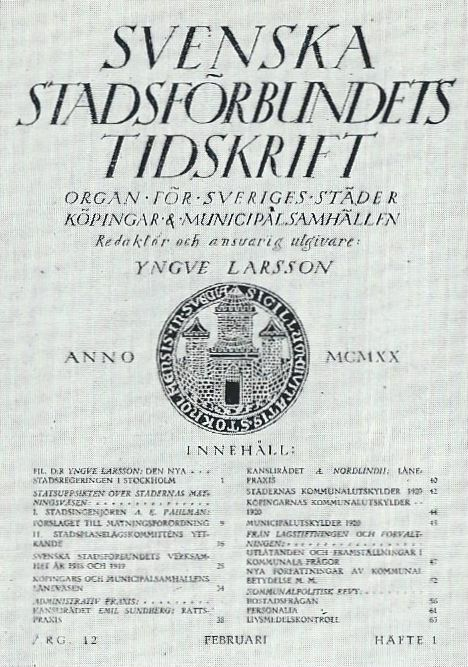
Stadsförbundets tidskrift, 1920